# Coenzima Q

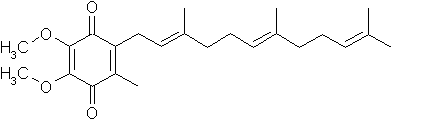
forma ossidata del coenzima Q

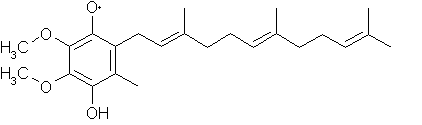
forma semichinonica del coenzima Q

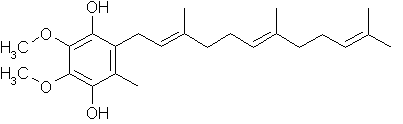
forma ridotta del coenzima Q

Il coenzima Q, chiamato anche ubichinone (o vitamina Q) è una molecola organica, e più precisamente un benzochinone con una catena laterale isoprenica molto lunga. Ubiquitario nei sistemi biologici, è simile come struttura alla vitamina K ed alla vitamina E.
È universalmente presente nelle cellule degli eucarioti dove è frequente nelle membrane biologiche, e soprattutto nei mitocondri dove il CoQ10 è coinvolto nelle fasi aerobiche e nella produzione di energia, un metodo molto efficiente che in effetti costituisce il 95% della produzione energetica totale negli esseri umani.
Negli organismi partecipa alle reazioni redox, ed a seconda dello stato di ossidazione può essere presente in tre forme: una ossidata, un intermedio semi-chinonico, ed una forma ridotta e le catene laterali lo rendono molto lipofilo;

## Storia
Il coenzima Q è stato identificato per la prima volta da Fred L. Crane e dal suo team dell'Enzyme Institute dell'Università del Wisconsin. La struttura fu poi caratterizzata nel 1958 da D.E. Wolf e dal gruppo di ricerca di Karl Folkers nei laboratori della Merck.

## Proprietà chimiche
Si possono distinguere vari tipi di coenzima Q a seconda del numero di unità isopreniche nella catena laterale. Nei mitocondri umani il tipo di CoQ maggiormente frequente è il Q10, mentre quello nelle immagini a destra ha tre unità isopreniche, ed è quindi il Q3.
Se il coenzima Q viene ridotto acquistando un elettrone da un protone (H+), o meglio da un "catione idrossonio (H3O+)", forma un radicale chiamato ubisemichinone (QH.). Per ulteriore riduzione con un altro elettrone ed un altro protone il composto diventa un ubichinolo (QH2).

## Ruolo biochimico
L'ubichinone si trova nelle membrane del reticolo endoplasmatico, di perossisomi e lisosomi nelle vescicole ed all'interno della membrana dei mitocondri, dove svolge un importante ruolo nella Catena di trasporto degli elettroni.
Lì trasporta elettroni all'accettore come Coenzima Q : citocromo c - ossidoreduttasi: CoQH2+ 2 FeIII-citocromo c → CoQ + 2 FeII-citocromo c
Il coenzima Q è anche essenziale nella formazione dell'apoptosoma insieme con altre proteine adattatrici. La perdita dei fattori trofici attiva gli enzimi pro-apoptotici, causando il crollo dei mitocondri.

## Supplementi
Grazie alla sua capacità di trasferire elettroni e di agire come antiossidante, il Coenzima Q è stato valutato come supplemento dietetico. CoQ10 è stato ampiamente usato per il trattamento di disfunzioni cardiache, come l'infarto, e il cancro al seno.
È stato dimostrato come il coenzima Q10 possa avere effetti benefici su alcuni pazienti affetti da emicrania, ed è un componente principale del cocktail mito, usato nel trattamento della miopatia mitocondriale e in altri disturbi metabolici. Inoltre è anche al vaglio lo studio come trattamento del cancro, e come aiuto sugli effetti del cancro.
Recenti studi hanno messo in luce come gli effetti antiossidanti dell'enzima Q10 possano avere benefici sul corpo e sul cervello. Alcuni di questi studi indicano come il coenzima Q10 possa contribuire a proteggere il cervello da malattie neurodegenerative, come la malattia di Parkinson, oltre che dai danni che provoca un'ischemia (stroke) al cervello. Altri studi recenti dimostrano un beneficio riguardante la possibilità di sopravvivenza, dopo un arresto cardiaco, se il coenzima Q10 viene somministrato in concomitanza ad un raffreddamento della temperatura corporea (compresa tra 32–34 °C).

## Sintesi e inibizioni da parte di statine e beta bloccanti
La catena laterale dell'isoprene nel coenzima Q10 è sintetizzata a partire da Acetil-coenzima A da una serie di reazioni enzimatiche, mentre la porzione di benzochinone è sintetizzata a partire dal para-idrossibenzoato, un catabolita della tirosina.
L'isopentenil pirofosfato e il suo isomero, dimetilallil pirofosfato, sono collegati alternativamente nelle catene propileniche, chiamate anche isopropeni. La catena isoprenica è il farnesil pirofosfato, la quale catena isoprenica a 15 carboni forma la catena laterale del coenzima Q10.
La sintesi di un precursore intermedio del coenzima Q10, l'acido mevalonico, è inibita da certi betabloccanti, dai medicinali atti all'abbassamento della pressione sanguigna,, e dalla statina, un farmaco in grado di diminuire il colesterolo. Le statine possono ridurre i livelli del siero del coenzima Q10 fino al 40%. 
Alcune ricerche suggeriscono l'assunzione giornaliera del coenzima Q10 in concomitanza con tutti i trattamenti che ne possono ridurre la naturale produzione, sulla base di un beneficio molto alto rispetto ai rischi.

## Altri organismi
In altri organismi vi sono composti simili all'ubichinone, con funzioni analoghe:
- plastochinone nelle piante (cloroplasti)
- menachinone nei batteri